# Palmariaceae
Famille
Les Palmariaceae sont une famille d’algues rouges de l’ordre des Palmariales. 

## Liste des genres
Selon AlgaeBase (26 juillet 2013) et World Register of Marine Species (26 juillet 2013) :
- genre Devaleraea Guiry, 1982
- genre Halosaccion Kützing, 1843
- genre Neohalosacciocolax I.K.Lee & Kurogi, 1978
- genre Palmaria Stackhouse, 1802

Selon NCBI (26 juillet 2013) :
- genre Devaleraea
  - Devaleraea ramentacea
- genre Halosaccion
  - Halosaccion glandiforme
- genre Palmaria
  - Palmaria callophylloides
  - Palmaria decipiens
  - Palmaria hecatensis
  - Palmaria marginicrassa
  - Palmaria mollis
  - Palmaria palmata